# Iljušin Il-22
Iljušin Il-22 Bizon (v kódu NATO: Coot B) je sovětské vzdušné komunikační a velitelské stanoviště vyvinuté na přelomu 60.–70. let 20. století konstrukční kanceláří OKB Iljušin. Jde o vojenskou specializovanou verzi dopravního letounu Iljušin Il-18D (v kódu NATO: Coot).

## Vývoj

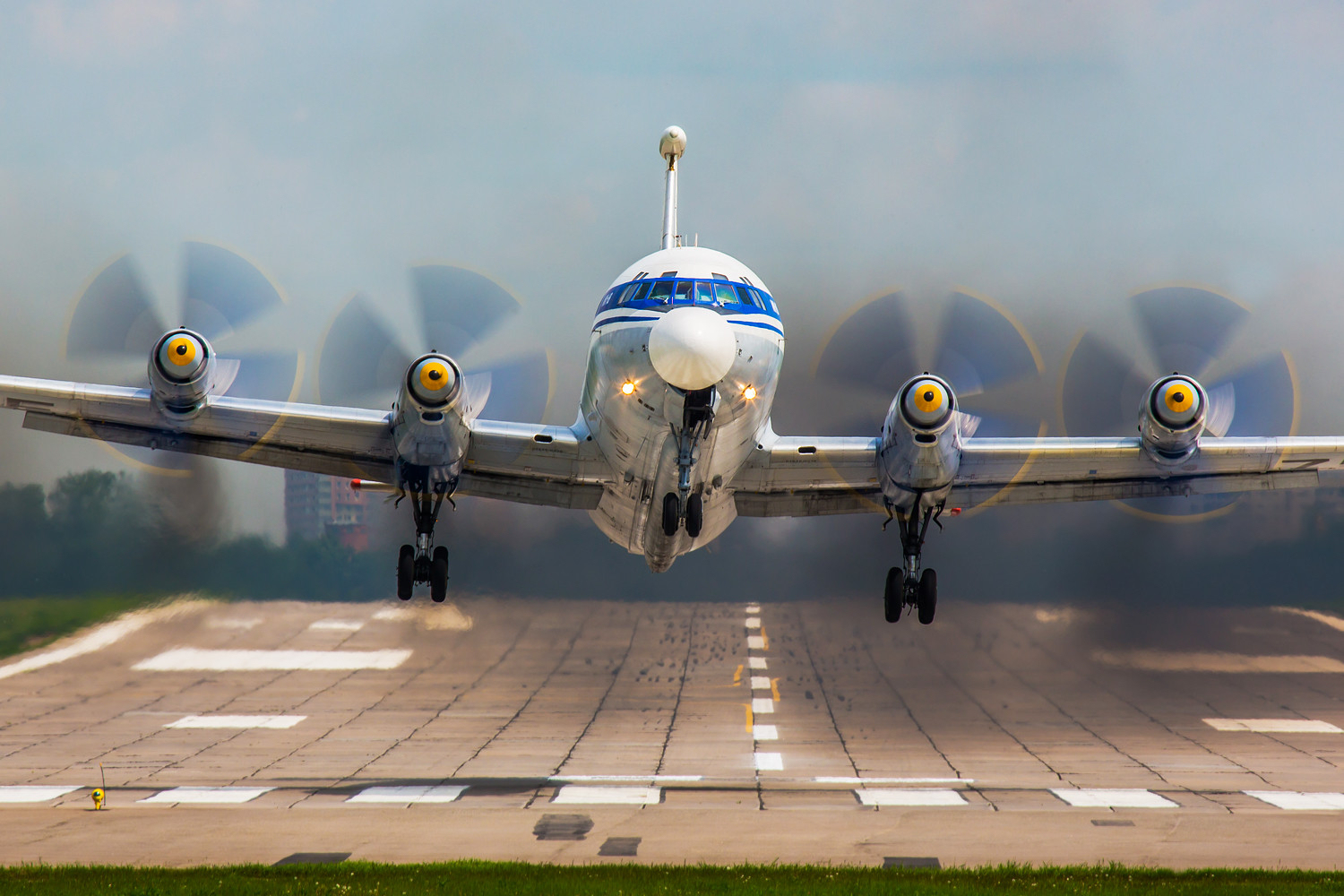
Il-22 Bizon během startu

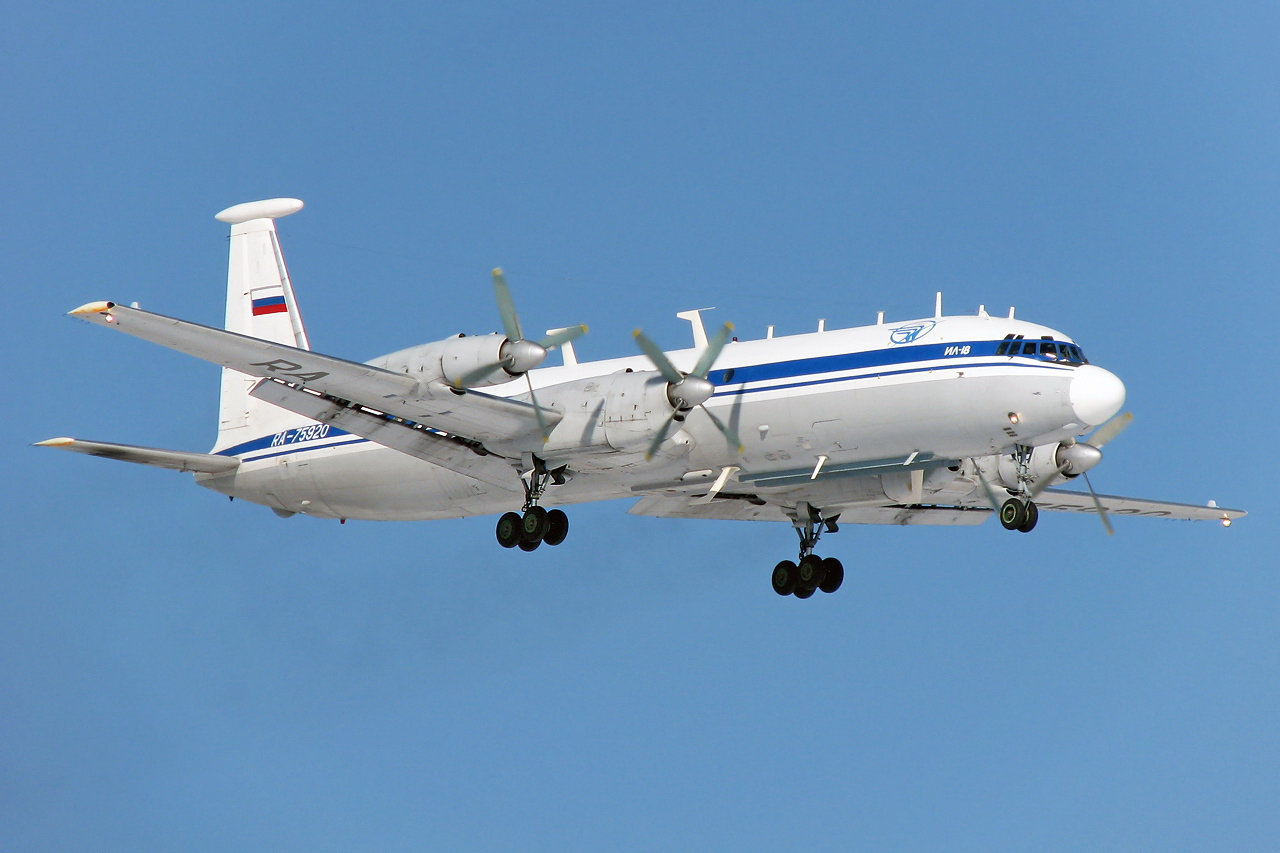
Il-22M Zebra

V polovině 60. let 20. století v SSSR vznikla poptávka po velitelských stanovištích umístěných na palubách letadel, či vrtulníků, neboť stávající pozemní velitelství byla zranitelná útokem jadernými zbraněmi zaváděnými do výzbroje NATO. Kvůli urychlení vývoje bylo rozhodnuto využít již vyráběné letouny a vrtulníky. Požadován byl typ s velkou vytrvalostí a doletem, vysokou spolehlivostí, prostorným trupem a nízkými provozními náklady.
Za základ konstrukce byl zvolen osvědčený a spolehlivý dopravní letoun Iljušin Il-18D (zvažovány byly též letouny An-10 a An-12). Zadání na vývoj Il-22 obdržela OKB Iljušin v roce 1965, byla však příliš vytížena jinými projekty. Práce na vývoji létajícího velitelského stanoviště Il-22 proto byly zahájeny roku 1968 v experimentálním závodě EMZ V. M. Mjasiščeva. Roku 1971 byly dva Il-18D vojenského letectva přestavěny na prototypy velitelského letounu označené Il-18D-36.
V letech 1972-1974 letoun úspěšně absolvoval státní zkoušky, takže mohla začít sériová výroba základního modelu Il-22 Bizon (Izdělije 36). Probíhala v závodě Znamja Truda (závod č. 30) v Luchovicích u Moskvy, specializované vybavení instaloval závod EMZ Mjasiščeva. Nejprve bylo vyrobeno 10 sériových Il-22 (jiný pramen uvádí 9). Do výzbroje byl letoun zaveden roku 1977. Následně výroba přešla na zdokonalenou variantu Il-22M Zebra (Izdělije 40), zavedenou roku 1981. Vzniklo asi 35 kusů této verze, zčásti přestavbou jiných letounů Il-22 a Il-18D. Vyroben byl také jeden kus Il-22M-15 Zebra (Izdělije 41).
V 80. letech 20. století probíhal vývoj nového velitelského letounu Iljušin Il-80 na bázi proudového dopravního letounu Iljušin Il-86. Zůstal však nedokončen. Il-22 proto zůstávají ve službě a jsou průběžně modernizovány (počítače, elektronika, navigační systémy GLONASS/GPS). V letech 2011—2014 byly tři Il-22 přestavěny na letouny pro vedení elektronického boje a průzkumu Il-22PP. Do služby vstoupily v říjnu 2016.

## Konstrukce

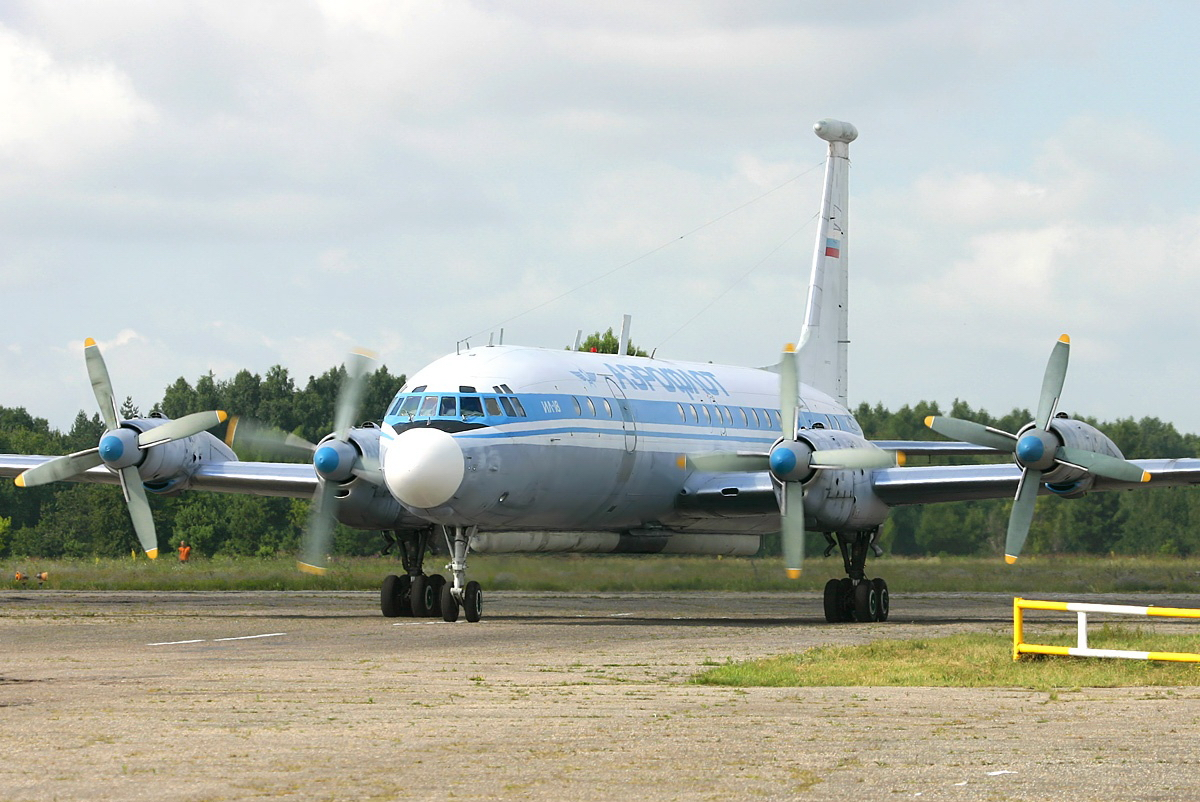
Il-22 Bizon

Letouny Il-22 dostaly zcela nový komfortní interiér, rozdělený na sekce pro velitele, jeho štáb a operátory systémů. Na palubu bylo instalováno množství nové elektroniky – spojovací aparatury, systémy družicového spojení, šifrování, nebo systémy elektronického boje. Instalován byl silnější pomocný zdroj energie TA-6, což zlepšilo provozuschopnost letounu na nevybavených letištích a vytápět/klimatizovat kabinu při vypnutých motorech. Zvenku je typ rozeznatelný podle instalace množství nových antén na horní a spodní část trupu. Další rozměrné antény se nacházejí pod rozměrným krytem pod trupem a na vrcholu svislé ocasní plochy. Letoun pohánějí čtyři turbovrtulové motory Ivčenko Al-20M, každý o výkonu 3127 kW.

## Služba

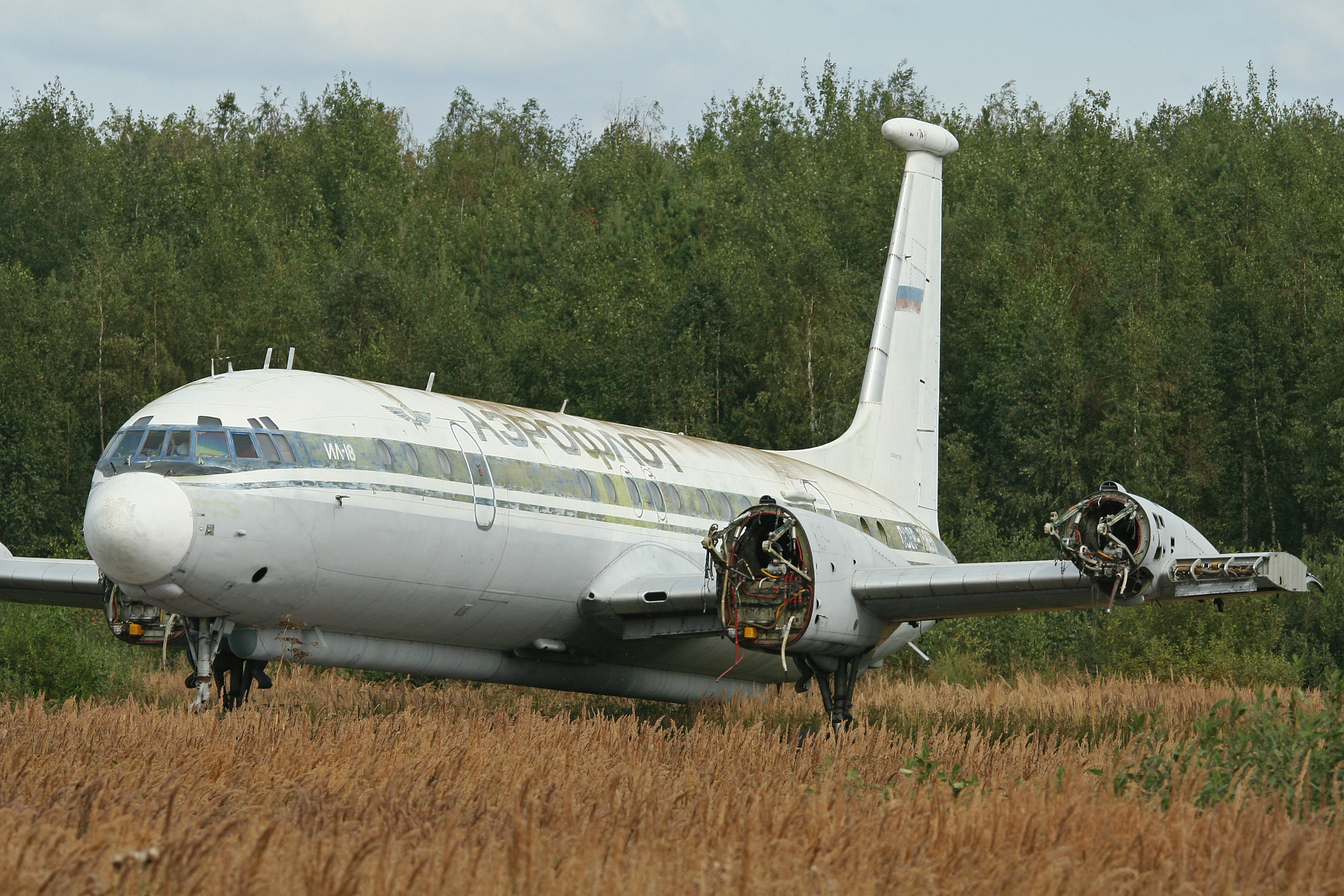
Vyřazený Il-22

Letouny Il-22 byly využívány nejvyšším velením sovětských a později ruských ozbrojených sil (velitelé okruhů a druhů vojsk), přičemž často sloužily i pro přepravu VIP. Hlavní základnou je Čkalovkaja u Moskvy. Létaly ve zbarvení Aeroflotu a s  civilní registrací. Veřejnosti byly poprvé představeny roku 1994 na dni otevřených dveří na letišti Kubinka. Po rozpadu SSSR zůstalo několik letounů na území nástupnických států Bělorusku, Kazachstánu, Lotyšsku (YL-LAO), Moldávii (ER-75929) a Ukrajině, kde byly upraveny na dopravní. Il-22PP byly nasazeny v Sýrii. Jejich přítomnost byla několikrát zaznamenána na syrské letecké základně Hmímím.

### Ruská invaze na Ukrajinu
Dne 24. června 2023 byl jeden Il-22M během potlačování vzpoury Wagnerovy skupiny sestřelen povstalci.
Další letoun byl v noci na 14. ledna 2024 poškozen během svého letu v oblasti Azovského moře. Později ruské i ukrajinské zdroje zveřejnily fotografie poškozeného letounu na ruském letišti.

## Varianty
- Il-22 Bizon (Izdělije 36) — 2 prototypy a 10 sériových letounů.[1]
- Il-22M Zebra (Izdělije 40) — Nové spojovací vybavení, jiné antény a kratší pouzdro pod trupem. Asi 35 kusů.[3]
- Il-22M-11-SURT Sokol — Modernizace Il-22M z konce 90. let.[2]
- Il-22M-15 Zebra (Izdělije 41) — 1 kus.[3]
- Il-22K — Jeden letoun upravený pro retranslaci povelů k odpálení balistických raket.[2]
- Il-22PP Porubščík — Vybaven systémem elektronického boje a průzkumu (SIGINT) L-415, 3 kusy.[3]

## Specifikace (Il-22M)

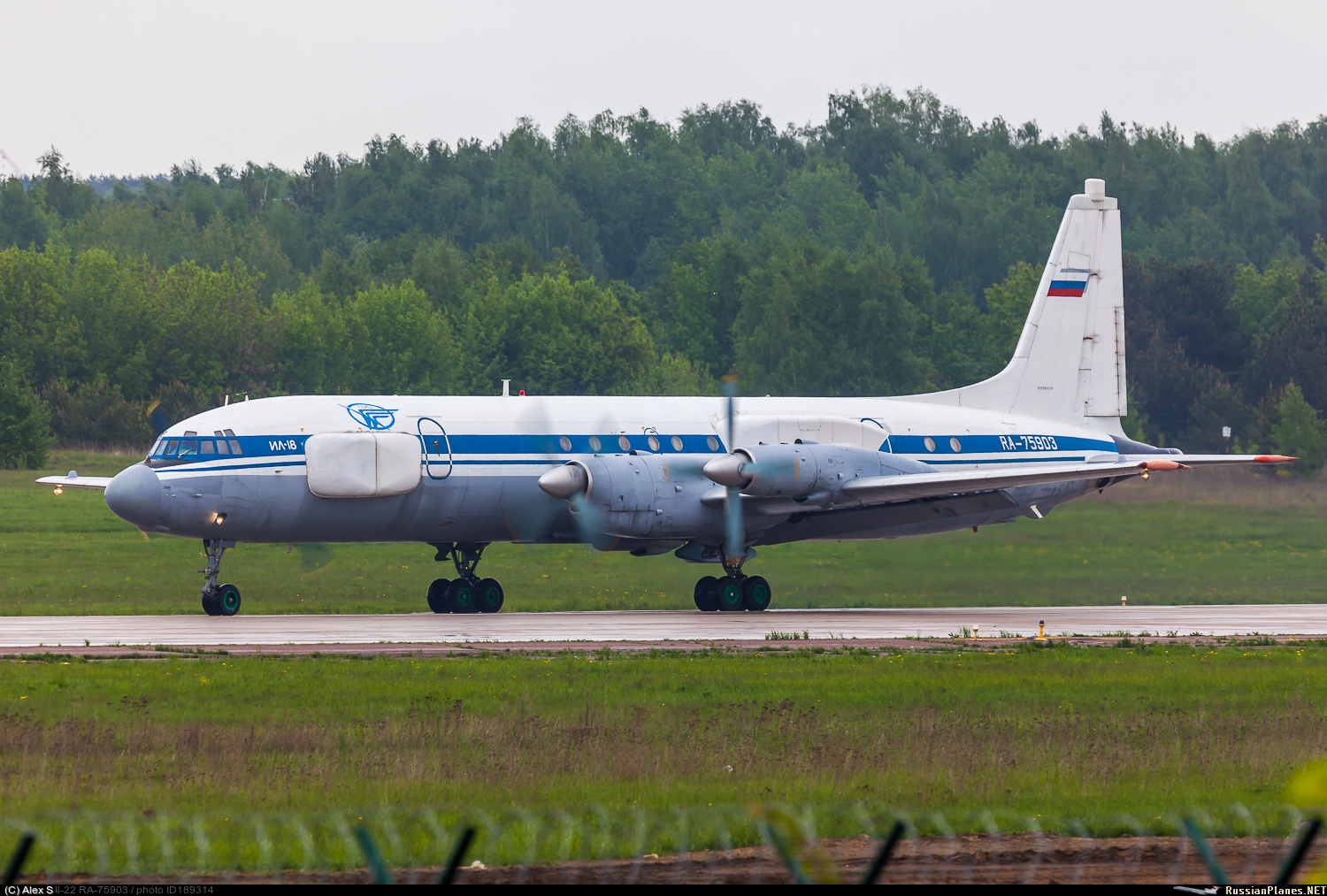
Modernizovaná verze Il-22PP

### Technické údaje
- Osádka:
- Rozpětí: 37,42 m
- Délka: 35,90 m
- Výška: 10,17 m
- Nosná plocha:  m²
- Hmotnost prázdného stroje: 33 760 kg
- Maximální vzletová hmotnost: 61 400 kg
- Pohonné jednotky: 4× turbovrtulový motor Ivčenko Al-20M, každý o výkonu 3127 kW

### Výkony
- Maximální rychlost: 685 km/h
- Cestovní rychlost: 550 km/h
- Dostup: 8800 m
- Dolet praktický: 6500 km